# Pathos
Pathos (πάθος, van πάσχειν 'paschein', het Griekse woord voor "lijden" of "verdragen") is een van de drie middelen van overtuiging in de filosofische leer Ars Rhetorica van Aristoteles (samen met ethos en logos). Het pathos beproeft de emoties van het publiek. De emotionele functie kan op verschillende manieren bereikt worden:
- Door beeld (kunst), uitbeelding of verhaal
- Door een algemene passie in de uitbeelding of emotionele middelen in de tekst van de toespraak of in schrift.

Volgens de Ars Rhetorica wordt pathos gebruikt om door middel van emotie het gevoel van het publiek te veranderen. Een gebruik van pathos in een argument creëert een gevoel van verwerping indien het publiek het er niet mee eens is. Een angst voor verwerping opwekken is in essentie een pathos-argument creëren. 
Overemotionaliteit kan het resultaat van een overvloed aan pathos zijn.
De term wordt soms door critici gebruikt, voornamelijk in positieve referentie aan de dramatische prestaties van acteurs in een toneelstuk.
Woorden of gedeeltes van woorden afgeleid van de term 'pathos' zijn o.a.:
- pathetisch
- pathologisch
- empathie
- sympathie
- apathie
- patho-physiognomie
- bathos (mislukte pathos)